# Шевцов, Леонтий Павлович
Леонтий Павлович Шевцов (род. 14 марта 1946, Северо-Казахстанская область, Казахская ССР) — российский военачальник, генерал-полковник (1995).

## Ранние годы и военное образование
Родился 14 марта 1946 года в посёлке Степной Октябрьского района Северо-Казахстанской области Казахской ССР в семье рабочего. Русский. Окончил среднюю школу в 1964 году.
На военной службе с 1964 года. В 1968 году с отличием окончил Ташкентское высшее общевойсковое командное училище имени В. И. Ленина. В 1977 году окончил Военную академию имени М. В. Фрунзе, в 1990 году — Военную академию Генерального штаба Вооруженных Сил СССР имени К. Е. Ворошилова.

## Военная служба
С 1968 года проходил службу в Группе советских войск в Германии: командир разведывательного взвода, командир танкового взвода, командир разведывательной роты танкового полка гвардейской мотострелковой дивизии. С 1973 по 1974 год — командир роты и начальник штаба мотострелкового батальона в Забайкальском военном округе. С 1977 года служил в Дальневосточном военном округе: начальник штаба полка, с 1978 года — командир полка, с 1982 года — начальник штаба дивизии, с 1985 года — командир дивизии.
С июля 1990 года — начальник штаба 8-й гвардейской общевойсковой ордена Ленина армии в Западной группе войск (Германия).
С февраля 1992 года — командующий 1-й гвардейской танковой Краснознамённой армией в Западной группе войск. С 1993 по 1995 год заместитель начальника Главного оперативного управления Генерального штаба Вооружённых Сил, с 1995 по 1997 год первый заместитель начальника Главного оперативного управления.
Активный участник первой чеченской войны, в декабре 1994 — апреле 1995 года — начальник штаба Объединённой группировки войск в Чеченской Республике.
С октября 1995 года — начальник оперативной группы Министерства обороны России, заместитель верховного главнокомандующего ОВС НАТО в Европе по (SFOR) по Российскому контингенту войск в Боснии и Герцеговине, с декабря 1995 года — представитель Российской Федерации в главном командовании ОВС НАТО в Европе (Брюссель).
24 июля 1997 года назначен заместителем Министра внутренних дел Российской Федерации — Главнокомандующим Внутренними войсками МВД. Одновременно с июня 1998 года — начальник оперативного штаба МВД на Северном Кавказе. Оперативный штаб был создан после того, как президент России возложил на МВД координацию по взаимодействию силовых структур в обеспечении безопасности на Северном Кавказе. В оперативное подчинение штаба перешли подразделения Северо-Кавказского военного округа, ФПС и ФСБ.
С 12 апреля 1999 года — главный инспектор-координатор Главного командования Внутренних войск МВД России.
С 2007 года в отставке. Затем советник директора Росгвардии.

## Личная жизнь и общественная деятельность
Состоит в браке с Аллой Петровной Шевцовой (украинка, уроженка г. Кривой Рог), имеет сына и дочь.
Работал старшим научным сотрудником в Центре оперативно-тактических исследований Главного командования Внутренних войск МВД. Является председателем президиума общероссийской общественной организации «Союз социальной справедливости России».

## Награды
- Орден «За заслуги перед Отечеством» IV степени
- Орден «За военные заслуги»
- Орден «За службу Родине в Вооруженных Силах СССР» II степени (1990)
- Орден «За службу Родине в Вооруженных Силах СССР» III степени (1975)
- Медали
- Заслуженный военный специалист Российской Федерации
- трижды награждался именным оружием (приказами МВД, МО и ФСБ)
- Орден «Легион почёта» (США)
- Медаль «За проявленное мужество» (12 сентября 2024, Дагестан) — за содействие в укреплении государственной безопасности, мужество, отвагу и самоотверженность, проявленные при защите территории Республики Дагестан от международных бандформирований в 1999 году[1]

## Воинские звания
- подполковник (декабрь 1980)
- полковник (21.02.1985)
- генерал-майор (29.10.1987)
- генерал-лейтенант (7.07.1992)
- генерал-полковник (9.02.1995)